# ستيفي هونغ
ستيفي هونغ (بالإنجليزية: Stevie Hoang)‏ هو منتج أسطوانات ومغن مؤلف بريطاني، ولد في 9 يونيو 1985.

## وصلات خارجية
- الموقع الرسمي
- ستيفي هونغ على موقع ميوزك برينز (الإنجليزية)
- ستيفي هونغ على موقع ديسكوغز (الإنجليزية)